# Björntjärnen (Ytterhogdals socken, Hälsingland)
Björntjärnen är en sjö i Härjedalens kommun i Hälsingland som ingår i Ljungans huvudavrinningsområde.